# Begonia elianeae
Espèce
Begonia elianeae est une espèce de plantes de la famille des Begoniaceae.
Ce bégonia est originaire du Brésil. L'espèce a été décrite en 2015 par les botanistes Bernarda De Souza Gregório et Jorge Antonio Silva Costa.